# Iris oratoria
Iris oratoria is een algemene bidsprinkhaan die voorkomt in het zuiden van Europa, maar die ook is ingevoerd in het Midden-Oosten, West-Azië en de Verenigde Staten.
Iris oratoria is een groene bidsprinkhaan van ongeveer 6,5 cm lang. Deze soort kan worden onderscheiden van andere bidsprinkhanen door een roodoranje vlek op de buikzijde, zijn grootte en vorm. Hij heeft ook violetbruine oogvlekken die zichtbaar worden als de vleugels zijn uitgevouwen.